# Sousmoulins
Sousmoulins település Franciaországban, Charente-Maritime megyében. Lakosainak száma 214 fő (2022. január 1.). Sousmoulins Chatenet, Jussas, Mérignac, Montendre, Polignac és Pommiers-Moulons községekkel határos.

## Népesség
A település népessége az elmúlt években az alábbi módon változott:
| Lakosok száma | 237  | 208  | 196  | 207  | 214  | 221  | 219  | 213  | 208  | 214  |
|               | 1968 | 1982 | 1990 | 2006 | 2013 | 2015 | 2017 | 2019 | 2020 | 2022 |